# Reckless. Das goldene Garn
Reckless. Das goldene Garn ist ein Fantasyroman der deutschen Schriftstellerin Cornelia Funke und des Filmemachers Lionel Wigram. Nach den Bänden Reckless. Steinernes Fleisch und Reckless. Lebendige Schatten ist dieses Buch das dritte einer Buchreihe, die jeweils die Märchentradition eines anderen Landes aufgreifen will. In diesem Teil sind russische Märchen Bestandteil der Handlung. Das Buch erschien am 20. Februar 2015 und hatte ursprünglich bereits im Oktober 2014 veröffentlicht werden und den Titel Reckless. Teuflisches Silber tragen sollen.

## Handlung
In Vena kommt Kami’ens Sohn mit Amalie, der Prinzessin von Austrien, zur Welt. Seine Haut ist aus Mondstein und durchsichtig. Das Kind, das nur durch den Zauber der dunklen Fee, der einstigen Geliebten Kami’ens, überleben konnte, verschwindet am nächsten Tag spurlos. Die nun verdächtigte dunkle Fee flieht mit Donnersmarck, der, von der Kinderfresserin zurückgekehrt, sich nun Heilung wegen des Fluchs des Hirschkalbs erhofft, nach Osten. Sie hat vor, dort die Schicksalsweberin zu finden, die das goldene Garn, das aus Liebe besteht und sie an Kami’en fesselt, zerschneiden kann.
Jacob und Fuchs sind wohlbehalten mit der Armbrust des Hexenschlächters in die Menschenwelt zurückgekehrt. Während Fuchs schon nach wenigen Tagen wieder auf die andere Seite geht, möchte Jacob noch einen sicheren Ort für die Armbrust finden. Sein Versuch, sie im Metropolitan Museum of Art zu verstecken, misslingt. Er wird von Johann Norebo Earlking, der sich als eine der vielen Gestalten des Erlelfs Spieler herausstellt, gefangen genommen. Spieler fordert von Jacob den Preis dafür ein, dass er ihm im Labyrinth des Blaubarts den richtigen Weg zeigte: er will sein erstes Kind, das Jacob gemeinsam mit Fuchs bekommen wird. Bei dieser Begegnung erfährt Jacob, dass es den Erlelfen gelungen ist, lebendige Spiegelwesen zu erschaffen, die die Gesichter von Menschen annehmen können, die sich in ihnen spiegeln und Menschen und Dinge in Silber verwandeln können.
Eines der Spiegelwesen versetzt Clara mithilfe einer Brosche in einen Zauberschlaf, aus dem sie nichts zu wecken vermag. Will, der sie im Krankenhaus besucht, wird von Spieler abgepasst. Spieler macht die Dunkle Fee für den Zauberschlaf Claras verantwortlich und fordert Will auf, die dunkle Fee mit der Armbrust zu töten, damit wieder alles so werde, wie es zu sein bestimmt sei. Will geht hinter den Spiegel und folgt mit dem Goyl Nerron und unter der Bewachung der Spiegelwesen Sechzehn und Siebzehn der dunklen Fee nach Varangia, dem Russland in unserer Welt. Nerron erhofft sich aus der anfangs gespielten Fürsorge, durch Will Jacob zu finden, an dem er sich für den Diebstahl der Armbrust in der verlorenen Stadt rächen will. Des Weiteren will Nerron den Spiegel finden, durch den Will in die Spiegelwelt gekommen ist und den Jadegoyl Kamin zurückbringen mit der Aussicht auf Ruhm und Anerkennung.
Nachdem Fuchs erneut durch den Spiegel geht, findet sie Jacob samt einem weiteren Gefangenen der Erlelfen, Sylvain Fowler, und kann beide befreien. Gemeinsam gehen sie erneut durch den Spiegel und reisen ebenfalls nach Osten, um Will zu finden.
John Reckless, Jacobs Vater, hat nach seiner Flucht aus den Gefängnissen der Goyl Jahre lang unter dem Decknamen Isambard Brunel als albischer Ingenieur gewirkt, wird jedoch in Lothringen von Hentzau gefangen genommen und nach Varangia in das Gefängnis des Zaren gebracht.
Nerron findet in Wills Täuschbeutel die Armbrust, wird jedoch von den Spiegelwesen Sechzehn und Siebzehn daran gehindert, sie zu stehlen. Es stellt sich heraus, dass Will in gefährlichen Situationen die Jade rufen und somit erneut zu einem Goyl werden kann.
Jacob und Fuchs werden von einem Spiegelwesen angegriffen und in Silber verwandelt. Gefunden werden sie von Jacobs ehemaligem Lehrmeister Albert Chanute und seinem neuen Freund und Weggefährten Sylvain Fowler, die ihnen auf Rat der Hexe Alma gefolgt sind. Er kann nur Jacob mit dem Zaubertrank Almas heilen, Fuchs wurde mit verschlossenen Lippen versilbert und so kann ihr dieser Zaubertrank nicht eingeflößt werden. Jacob geht zu einer Baba Jaga, die ihn endgültig heilt und ihm für die Bezahlung von Fuchs Fellkleid ein Rushnyky, ein heilendes Hexentuch, überlässt. Noch ehe Fuchs vom Silber befreit ist, macht Jacob sich erneut auf zum Haus der Baba Jaga, um das Fellkleid zurückzuholen, wird jedoch von ihr gefangen genommen und kann nur noch von Fuchs gerettet werden. Die Reise geht weiter.
Hinter der varangischen Grenze erscheint Jacob die rote Fee und beschwört ihn, ihre dunkle Schwester zu finden, ehe sein Bruder sie töte.
In Moskva, der varangischen Hauptstadt, bleiben die Freunde einige Tage bei einem Bekannten von Chanute, um dort die dunkle Fee anzutreffen, die Gerüchten zufolge sich in Moskva aufhalten soll. Auf dem Ball des Zaren tanzt Fuchs mit einem albischen Spion namens Orlando und wird von widerstreitenden Gefühlen geplagt. Sie geht mit ihm aus und schläft zwei Tage später mit ihm. Derweil befindet sich Jacob bei einer Audienz mit dem Zaren und erbittet sich, vorgeblich, um einen Schatz für ihn zu finden, den schnellsten fliegenden Teppich aus seiner Sammlung, um Will zu folgen. Bevor sie aufbrechen können, wird Orlando gefangen genommen, weil er, ein albischer Spion, einen Schatz aus der Sammlung des Zaren stehlen sollte und scheiterte. Jacob befreit ihn für Fuchs. Mit ihm wird auch John Reckless befreit, gibt sich seinem Sohn jedoch aus Angst nicht zu erkennen.
Die Spiegelwesen jagen Nerron fort, da sie ihn für nutzlos halten, er folgt Will jedoch weiter, bis er von mysteriösen Stimmen von seiner Fährte abgelenkt wird.
Jacob, Orlando, John Reckless alias Brunel und ihre Helfer verstecken sich in der Werkstatt eines Malers. Einige Tage später brechen sie mit dem fliegenden Teppich auf, um Will zu finden, jedoch kennen nur Fuchs und Jacob das wahre Ziel der Reise. Als sie rasten, offenbart sich John Reckless seinem Sohn, erntet jedoch nur Wut. Verzweifelt rennt Jacob davon und trifft Fuchs, worauf sie sich küssen. Aus Feigheit entwendet John den Teppich und fliegt mit ihm fort – als Ziel nennt er Alberica. Orlando verlässt Fuchs und Jacob, nicht ohne ihnen noch einen Hinweis zu geben, wie sie die dunkle Fee finden können. Diese hat inzwischen die Weberin gefunden und wird von ihr von der Liebe zu Kami’en befreit, jedoch auch von ihrer Unsterblichkeit. Will findet die dunkle Fee, wird zwar von Nerron aufgehalten, erschießt sie jedoch. Donnersmark greift Will in der Gestalt des Hirsches an. Will wird jedoch mit der Armbrust durch Nerron gerettet, ohne dass dieser sich seine Tat erklären kann.
Als die Jade wenig später zurückkehrt, erkennt Will, dass er von Spieler nur benutzt worden ist und bricht auf, um sich an diesem zu rächen. Nerron begleitet ihn unter der Bedingung, dass Will ihm den Spiegel zeigt, der diese Welt mit der anderen verbindet. Jacob und Fuchs folgen Wills Spur.
Spieler gelangt durch seinen persönlichen Spiegel in die Spiegelwelt. Bestürzt muss er aber feststellen, dass er sich trotz der Ausrottung der Feen in eine Silbererle zu verwandeln beginnt. Daraufhin schlussfolgert Spieler, dass es einen Hoffnungsträger der Feen geben muss, also eine Person, dank der ein Teil des Fluches der Feen, der bewirkt, dass Er und seinesgleichen in eine Silbererle verwandelt werden, sobald sie die Spiegelwelt betreten, weiterhin wirkt.